# Nasser al Din Allah Abou Souleimane
Nasser al Din Allah Abou Souleimane (? - 24 février 2011), de son vrai nom Niaman Salman Mansour al-Zaidi, également connu sous le nom d'Abu Suleiman al-Nasser, est un islamiste de nationalité inconnue. Il était le ministre de la guerre au sein de l'État islamique d'Irak, à la suite du décès de son prédécesseur, l'Égyptien Abou Hamza Al-Mouhajer, tué le 18 avril 2010. 

## Biographie
Le 13 mai 2010, un communiqué de l'État islamique d'Irak, un groupuscule de guérilla sunnite sous la tutelle d'Al-Qaïda en Irak, annonce la nomination de Nasser al Din Allah Abou Souleimane en remplacement d'Abou Hamza Al Mouhajer, tué le 18 avril 2010 au cours d'une opération militaire américaine menée dans les environs de Tikrit. Souleimane est promu Ministre de la Guerre au sein de l'État islamique d'Irak. Le nouveau chef d'Al-Qaïda déclare son hostilité au gouvernement du premier ministre irakien Nouri al-Maliki. Il menace de mener des actions anti-gouvernementales et de cibler les chiites. Peu de temps après, l'État islamique d'Irak annonce l'élection à sa tête d'Abou Bakr al-Baghdadi al-Husseini al-Qurashi en remplacement d'Abou Omar al-Baghdadi, de son vrai nom Hamid Daoud Muhammad Khalil al-Zawi.
À l'été 2010, l'Irak est à nouveau secoué par une série d'attentats menés contre les autorités gouvernementales et la police dans une tentative de déstabilisation du système politique irakien. Le 25 août 2010, plusieurs attaques-suicides sont perpétrées contre des postes de police à Bagdad, et dans la province de Diyala. Un centre de recrutement de militaires avait été touché la semaine précédente par un attentat-suicide ayant entraîné la mort de 57 recrues. Les attaques sont coordonnées par Souleimane. 

### Attentat de la cathédrale de Bagdad du 31 octobre 2010
Abou Souleimane est le coordinateur de l'attentat du 31 octobre 2010 perpétré au sein de la Cathédrale de Bagdad et ayant causé la mort de 52 personnes. Al-Qaïda en Irak a revendiqué la responsabilité du massacre, annonçant que l'attaque faisait suite à un ultimatum posé à l'Église copte orthodoxe égyptienne pour qu'elle libère des femmes musulmanes retenues dans des monastères. Cependant, une chaîne de télévision locale a indiqué que le groupe terroriste réclamait la libération d'activistes islamistes emprisonnés en Égypte et en Irak.
L'attentat a été condamné par le Pape Benoît XVI et par le Premier ministre irakien Nouri al-Maliki, qui dénonce un "crime lâche" visant à raviver les conflits confessionnels et à pousser les irakiens à fuir leur pays. 
Dans un communiqué, la Mosquée Al-Azhar au Caire a qualifié l'attentat d'"acte criminel, contraire à l'Islam" :
" L’islam a garanti la sécurité des lieux de culte chrétiens et de toutes les religions depuis toujours et toute menace contre ces lieux porte atteinte à l’islam ".
Hutheifa al-Battawi, "émir" d'Al-Qaïda en Irak pour Bagdad et cerveau présumé de l'attaque, est arrêté le 27 novembre 2010 par la police irakienne. Il est tué dans la nuit du 7 au 8 mai 2011  au cours d'une mutinerie au sein d'une prison de la capitale ayant entraîné la mort de 17 personnes.

### Revendication de l'attentat manqué de Stockholm du 11 décembre 2010
Le 11 décembre 2010, un jeune homme de 29 ans, Taimour Abdulwahab al-Abdaly, meurt à la suite de l'explosion d'une des six bombes qu'il transportait dans un sac, au cœur d'un quartier commerçant de Stockholm. L'enquête conclut à une tentative d'attentat à la voiture piégée. Le suspect est décédé à cause de l'explosion du véhicule, provoquée par le déclenchement prématuré d'un des engins explosifs qu'il détenait. 
Quelques jours après, un enregistrement audio attribué au chef d'Al-Qaïda en Irak est diffusé par l'État islamique d'Irak. Abou Souleimane revendique la responsabilité de l'attentat manqué de Stockholm.
Taimour Abdulwahab était un citoyen suédois originaire d'Irak. Il aurait rejoint son pays natal en mars 2010 et approché les fondamentalistes irakiens à Mossoul, connue pour abriter des militants liés à Al-Qaïda. Selon le Major général Dhai Kanani, directeur de l'unité anti-terroriste d'Irak, il y aurait suivi un entraînement de trois mois au maniement d'explosifs.  
Cependant, les services de sécurité suédois ont conclu, deux mois après les faits, que le suspect aurait agi sans le concours de la branche irakienne d'Al-Qaïda. "Il n'y a pour le moment aucune preuve qu'il ait agi avec des complices", selon Sirpa Franzen, porte-parole du Sapö (Service de Sécurité Suédois).

### Identité
En décembre 2010, les forces de sécurité irakiennes procèdent à l'arrestation d'Hazem Abdul Razzaq al-Zawi, cousin de l'ex-émir de l'État islamique d'Irak, Hamid Daoud Muhammad Khalil al-Zawi et "Ministre de l'Intérieur" au sein du groupuscule, lors d'une opération antiterroriste menée à Ramadi. Au cours de l'interrogatoire, le suspect avoue son implication au sein du groupe et dévoile l'identité du nouveau chef d'Al-Qaïda en Irak de même que celle de l'"émir" de l'État islamique d'Irak.
Nasser al Din Allah Abou Souleimane, de son vrai nom Niaman Salman Mansour al-Zaidi, aurait été recruté par la branche irakienne d'Al-Qaïda alors qu'il se trouvait emprisonné au centre de détention américain de Bucca, situé dans la province d'Al-Basra. 
Le 3 décembre 2010, la chaîne de télévision irakienne Al Sumaria diffuse des photographies censées présenter Abou Bakr al-Baghdadi, "émir" de l'État islamique d'Irak et Abou Souleimane, ministre de la guerre au sein du groupuscule. 

### Revendication desattentats de 2011 en Norvège
Le 22 juillet 2011, deux attaques terroristes sont perpétrées à Oslo en  Norvège contre le gouvernement, un rassemblement politique estival et la population civile, causant la mort de 76 personnes. 
Les deux attaques ont été d'abord revendiquées par le groupuscule islamiste Ansar Al Jihad Al Alami, dirigé par Abu Suleiman al-Nasser. Dans un communiqué, le chef islamiste a déclaré qu'elles étaient à considérer comme des représailles à la présence militaire norvégienne en Afghanistan. Ces propos sont toutefois mis en doute par la police d'Oslo pour qui le principal suspect de la tuerie est Anders Behring Breivik, un Norvégien de 32 ans, décrit comme "un fondamentaliste chrétien" profondément antimusulman et anti-marxiste, les enquêteurs se basant sur des communiqués diffusés par le concerné sur de nombreux sites internet, dont certains d'extrême droite.

### Décès
Abou Souleimane est annoncé mort au cours d'une opération menée par les autorités irakiennes dans la nuit du 24 février 2011 dans la localité de Hit, située à environ 130 km à l'ouest de Bagdad, dans la province d'Anbar . Il aurait été aperçu alors qu'il tentait de fuir à bord d'un véhicule bourré d'explosifs et serait mort dans l'explosion de celui-ci dû aux tirs des militaires irakiens, selon les propos du gouverneur Jassim al-Halbousi. Le rapport fourni par le porte-parole du Ministère de l'Intérieur irakien n'a cependant pas été confirmé par les enquêteurs américains.
Sa mort est finalement confirmée par l'État islamique en août 2011.